# 텍사스 스타
텍사스 스타(영어: Texas Star)는 댈러스의 페어 파크에 있는 대관람차로, 텍사스주 박람회에서 가장 인기있는 놀이기구이다.
전체 높이는 216 피트 (65.8 m)로, 푸에블라의 별이 지어진 2013년 전까지는 북아메리카에서 가장 높은 관람차였다.
44개의 곤돌라로 최대 264 명의 승객을 태울 수 있다. 관람차 위에서의 경관은 이 관람차의 장점 중 하나다.

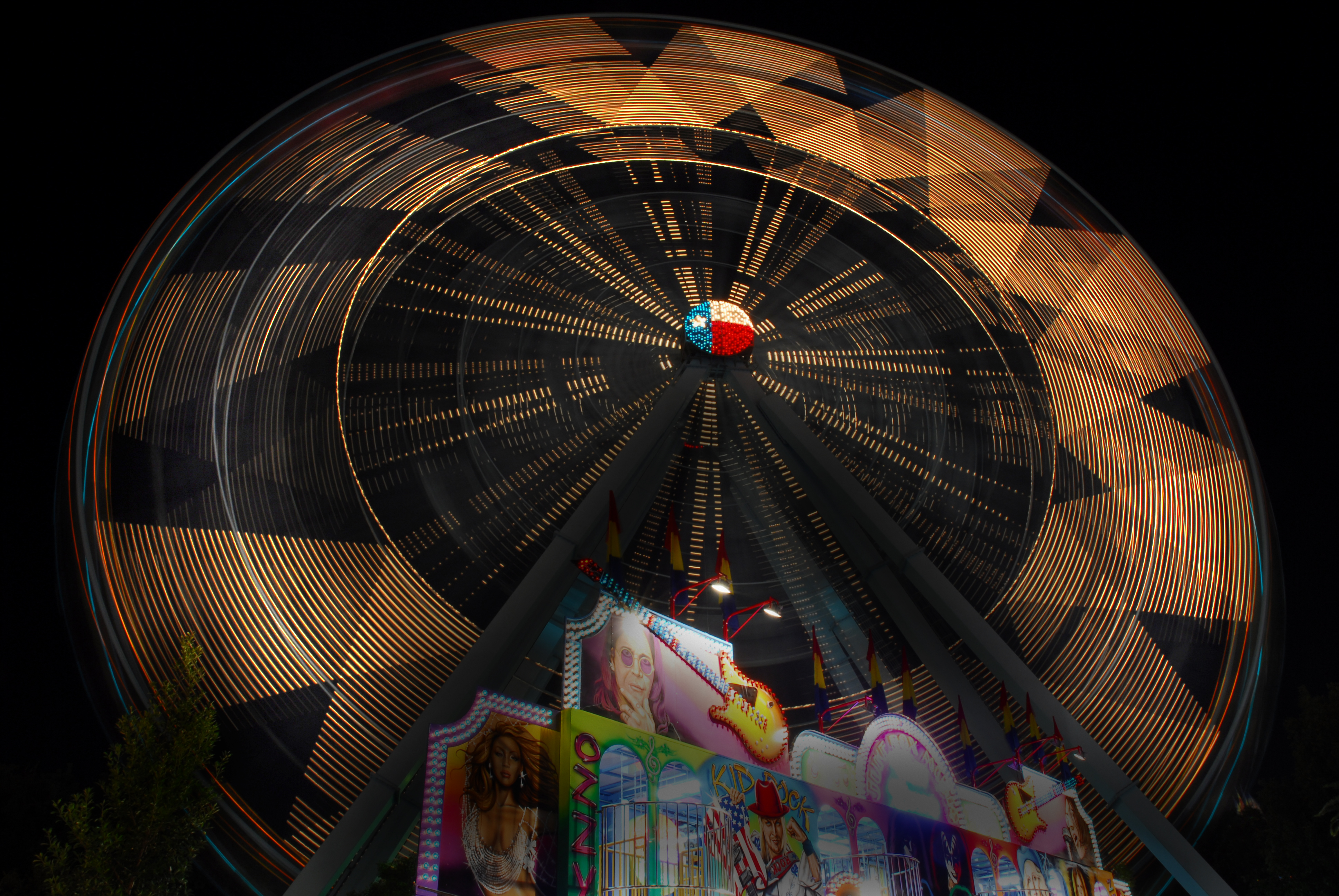
텍사스 스타의 야경

220만 달러의 비용에 레조에밀리아의 회사 SDC 에 의해 만들어진 이 관람차는 1985년 스테이트 페어를 위해 댈러스에 설치되었다. 지금은 바버라 브라운과 그녀의 형제 마이크 샌드퍼가 소유하고 있다.
1985년부터 2007년까지 밤에는 16,000 개의 적색, 백색 및 청색 백열등으로 조명을 받았다. 2008년에 조명은 오래 지속되고 에너지 효율적인 LED 조명 시스템으로 대체되었다.